# Bertus Butter
Albertus (Bertus) Butter (november 1951) is een uit Schoorl afkomstige oud-ijsmeester en ontwerper van schaatshallen.

## Biografie
Butter startte in 1972 als ijsmaker op de kunstijsbaan in Alkmaar. In 1976 stapte hij over naar de kunstijsbaan in Haarlem als Hoofd Technische Dienst. Een jaar later gaat hij op zoek naar mogelijkheden om efficiënter, veiliger en goedkoper ijs te maken. In 1983 heeft hij een adviserende rol in het renovatieproces van De Meent in Alkmaar. In deze hoedanigheid beloont het Ministerie van Economische Zaken hem in 1985 met de Energy Trophy.
Als ijsmeester voorzag Butter tussen 1999 en 2001 de voor acht miljoen euro verbouwde Heerenveense ijsbaan Thialf van advies om een ingrijpende verbouwing voor te bereiden. Hierna trok Butter zijn eigen plan en vertrok hij naar het buitenland. In dat buitenland ontwierp hij onder meer schaatshallen Kometa in Rusland en Sportpaleis Alau in Kazachstan. Ook was hij nauw betrokken bij de bouw van de IJsbaan van Sotsji, die voor de WK afstanden 2013 en Olympische Winterspelen 2014 gebruikt werden. Op 3 december 2011, tijdens de wereldbekerwedstrijd in Heerenveen, presenteerde hij voor de schaatsen.nl-camera met Yvonne van Gennip een kostenbesparend verbouwingsplan van 25 miljoen euro voor de renovatie van Thialf.